# Huta (powiat szydłowiecki)
Huta – wieś w Polsce położona w województwie mazowieckim, w powiecie szydłowieckim, w gminie Chlewiska. Ma status sołectwa.
W latach 1954–1972 wieś należała i była siedzibą władz gromady Huta. W latach 1975–1998 miejscowość należała administracyjnie do województwa radomskiego.
Wieś jest siedzibą rzymskokatolickiej parafii Matki Bożej Nieustającej Pomocy w Hucie.